# Roc d’Azur
Roc d’Azur ist ein mehrtägiges Mountainbike-Festival in Frankreich, das mit 20.000 Teilnehmern und 150.000 Besuchern zu den größten Festivals seiner Art gehört. Das Festival findet seit 1984 jeweils im Oktober  an der Côte d’Azur  statt, seit 1997 in Fréjus und Roquebrune-sur-Argens. Im Rahmen des Festivals werden verschiedene Rennen ausgetragen und eine Radmesse organisiert.

## Wettbewerbe
Hauptevent beim Roc d’Azur ist das Cross-Country-Rennen, das in dieser Form seit 1984 ausgetragen wird. Nachdem es seinen Ausgangspunkt zunächst in Ramatuelle und 1996 einmalig in Cogolin hatte, beginnt und endet das Rennen seit 1997 in der Base Nature Fréjus. Es führt über 49,8 Kilometer und 1140 Höhenmeter in einer großen Runde durch das Massif des Maures und stellenweise am Strand entlang. Als Jedermannrennen steht das Rennen allen Teilnehmern offen und ist daher auch nicht im Rennkalender der UCI enthalten, ist aber trotzdem meist hochkarätig besetzt.
Seit 2008 findet im Rahmen des Roc d’Azur ein Mountainbike-Marathon unter dem Namen Roc Marathon statt. Die Strecke führt 84,5 Kilometer durch das Massif des Maures, dabei sind 2170 Höhenmeter zu überwinden. Beim Relaunch der UCI-Mountainbike-Marathon-Serie zur Saison 2021 wurde der Roc Marathon als einer von sechs renommierten MTB-Marathons in den Terminkalender der Serie aufgenommen.
Auch an den anderen Tagen des Festivals findet jeweils ein Cross-Country-Rennen statt. Für alle Rennen einschließlich des Marathons gibt es mit der Roc Trophy eine Gesamtwertung.
Darüber hinaus gibt es eine Reihe von Side-Events, unter anderem einen Triathlon, Enduro-Rennen, Wettbewerbe für Gravelbikes und im E-Mountainbike sowie Nachwuchs- und Kinderwettbewerbe.

## Sieger Cross-Country (ab 1990)
| Männer - 2023 Hugo Drechou - 2022 Jordan Sarrou - 2021 Filippo Colombo - 2020 keine Austragung - 2019 Jordan Sarrou - 2018 Stéphane Tempier - 2017 Nicholas Rohrbach - 2016 Jordan Sarrou - 2015 Victor Koretzky - 2014 Jordan Sarrou - 2013 Miguel Martinez - 2012 Stéphane Tempier - 2011 Moritz Milatz - 2010 Alban Lakata - 2009 Roel Paulissen - 2008 Roel Paulissen - 2007 Jean-Christophe Péraud - 2006 Christoph Sauser - 2005 Christoph Sauser - 2004 Miguel Martinez - 2003 Jean-Christophe Péraud - 2002 Peter Pouly - 2001 Thomas Dietsch - 2000 Thomas Dietsch - 1999 Christophe Dupouey - 1998 Christophe Dupouey - 1997 Miguel Martinez - 1996 Christophe Manin - 1995 Bart Brentjens - 1994 Jean-Christophe Savignoni - 1993 Bruno Lebras - 1992 Tim Gould - 1991 Tim Gould - 1990 Bruno Lebras | Frauen - 2023 Noémie Garnier - 2022 Pauline Ferrand-Prévot - 2021 Katažina Sosna - 2020 keine Austragung - 2019 Margot Moschetti - 2018 Sabrina Enaux - 2017 Pauline Ferrand-Prévot - 2016 Annika Langvad - 2015 Julie Bresset - 2014 Margot Moschetti - 2013 Elisabeth Osl - 2012 Anna Szafraniec - 2011 Maja Włoszczowska - 2010 Maja Włoszczowska - 2009 Aleksandra Dawidowicz - 2008 Elisabeth Osl - 2007 Petra Henzi - 2006 Alison Sydor - 2005 Maryline Salvetat - 2004 Alison Sydor - 2003 Alison Sydor - 2002 Laurence Leboucher - 2001 Laurence Leboucher - 2000 Chantal Daucourt - 1999 Laurence Leboucher - 1998 Laurence Leboucher - 1997 Gunn-Rita Dahle - 1996 Gunn-Rita Dahle - 1995 Sophie Eglin - 1994 Sophie Eglin - 1993 Chantal Daucourt - 1992 Eva Orvošová - 1991 Eva Orvošová - 1990 Silvia Fürst |

## Sieger Roc Marathon
| Männer - 2023 Andreas Seewald - 2022 Hugo Drechou - 2021 Andreas Seewald - 2020 keine Austragung - 2019 Daniel Geismayr - 2018 Samuele Porro - 2017 Daniel Geismayr - 2016 Julien Trarieux - 2015 Samuele Porro - 2014 Maxime Marotte - 2013 Alban Lakata - 2012 Jaroslav Kulhavý - 2011 Christoph Sauser - 2010 Jochen Käß - 2009 Roel Paulissen - 2008 Roel Paulissen | Frauen - 2023 Katažina Sosna - 2022 Léna Gerault - 2021 Katažina Sosna - 2020 keine Austragung - 2019 Katažina Sosna - 2018 Blaža Pintarič - 2017 Annika Langvad - 2016 Sally Bigham - 2015 Michalina Ziolkowska - 2014 Helene Marcouyre - 2013 Sally Bigham - 2012 Sally Bigham - 2011 Sally Bigham - 2010 Sally Bigham - 2009 Marielle Saner-Guinchard |